# Live (New Trolls)
Live è il primo album dal vivo dei New Trolls pubblicato nel 1976.

## L'album
Suite disco, che appare qui in anteprima, verrà pubblicata nella versione in studio solo due anni dopo (su Aldebaran del 1978).

## Tracce
1. Ho veduto
2. Signore io sono Irish
3. Una miniera
4. Suite disco
5. Una notte sul Monte Calvo
6. Adagio (dal Concerto Grosso n. 1)
7. Vivace (dal Concerto Grosso n. 2)
8. Le roi soleil
9. Let it be me
10. Vent'anni

## Formazione
- Vittorio De Scalzi: tastiere e chitarra acustica, voce
- Nico Di Palo: chitarra elettrica e acustica, voce
- Ricky Belloni: chitarra elettrica e acustica, voce
- Giorgio D'Adamo: basso elettrico e chitarra acustica, voce
- Gianni Belleno: batteria, percussione e voci